# Schildhoofd
Een schildhoofd is in de heraldiek een veld dat boven aan het wapenschild is geplaatst. Het wapen is niet gedeeld, dan zou het in twee gelijke delen zijn verdeeld.
Een schildhoofd leent zich in het bijzonder voor langgerekte horizontale stukken (figuren) die in kwartieren niet tot hun recht zouden komen omdat iedere figuur volgens de heraldische regel het veld helemaal moet vullen.
Het schildhoofd is de aangewezen wijze om een schild dat al een hartschild heeft te vermeerderen. Dat vermeerderen gebeurt wanneer aan een bestaand schild een extra veld wordt toegevoegd.

## Schildhoofd van aanhankelijkheid
Vaak wordt in Italiaanse wapens de partij of de politieke richting van een stad of familie uitgedrukt. Dan is er dus sprake van een " schildhoofd van aanhankelijkheid".
De Welfen (aanhangers van de Paus en de Italiaanse onafhankelijkheid) gebruikten een "Capo d'Angio" met lelies en de Ghibellijnen (aanhangers van de Duitse Keizer) gebruikten een "Capo d'impero" met een adelaar. Mussolini greep op deze traditie terug toen hij de "Capo dell litorio" een schildhoofd met fasces, invoerde.

## Napoleontische schildhoofden
Napoleon I bedacht een nieuwe napoleontische heraldiek met schildhoofden voor de regerende prinsen (gouden adelaar op schildhoofd azuur), Prinsen-Grootdignitaris (gouden bijen op een schildhoofd azuur) en hertogen (zilveren sterren op schildhoofd keel). Ook de 32 grote Franse steden ("bonnes-villes") kregen een schildhoofd met drie gouden bijen op een schildhoofd keel. De napoleontische heraldische stijl werd in de restauratie al snel weer vergeten.

## Het "schildhoofd van religie"
Een bijzonder schildhoofd is het schildhoofd van religie van de baljuws van de Souvereine Militaire Orde van Sint-Jan van Jeruzalem van Rhodos en Malta. Deze in een hoge rang in de orde onderscheiden ridders voegen het wapen van de orde; "keel, een kruis argent" in heraldisch jargon, men zou ook van een zilveren kruis op een rood veld kunnen spreken, als schildhoofd "van religie" toe aan hun wapenschilden.
adelaar · Agnus Dei · alliantiewapen · andreaskruis · ankerkruis · armoriaal · baldakijn · barensteel · bezant · Bourgondisch kruis · brisure · cartouche · centaur · cordelière · dekkleed · dorpsvlag · dorpswapen· drieberg · dubbelkoppige adelaar · dwarsbalk · fleur de lis · fleuron · Friese adelaar · gaande leeuw · gecarteleerd · Gelderse leeuw · gepaald · gravenkroon · groot wapen · griffioen · hartschild · helmkroon · helmteken · heraldische kleur · herautstuk · hermelijn · hoed · Hollandse tuin · huismerk · Jeruzalemkruis · karbonkel · keizerskroon · keper · koek · kromstaf · kroon · krukkenkruis · kwartier · kwartileren · kwartierzoom · leeuw · markiezenkroon · merlet · molenijzer · motto · muurkroon · nassaublauw · natuurlijke kleur · Nederlandse leeuw · Nederlandse Maagd · ombrellino · ordeketen · palen · pentagram · pijlenbundel · raadselwapen · raaf · respectant · riddertoernooi · rijksbanier · rijkskleuren · rijksstandaard · rijkswapen · roos · Rudolfinische keizerskroon · Saksenros · Saladins Adelaar · scharlakenrood · schildhoofd · schildhouder · schildvoet · schildzoom · schoof · schuinbalk · schuinstreep sinister · sinister · sleutels van Petrus · socialistische heraldiek · sprekend wapen · stadskleuren · standaard · stedenmaagd · ster · tinctuur · vair · vermeerdering · vlag · vorstenhoed · vrijheidshoed · vrijkwartier · vrouwenwapen · wapen · wapenbelasting · Wapenboek Beyeren · Wapenboek Gelre · wapenbord · wapendiploma · wapendier · wapenkast · wapenkoning · wapenmantel · wapenrecht · wapenrol · wapenstier · wapentent · wassende en afnemende maan · Waterlandse zwaan · Westfriese boomwapens · wildeman · wolfsangel · wrong